# عمل الرعاية

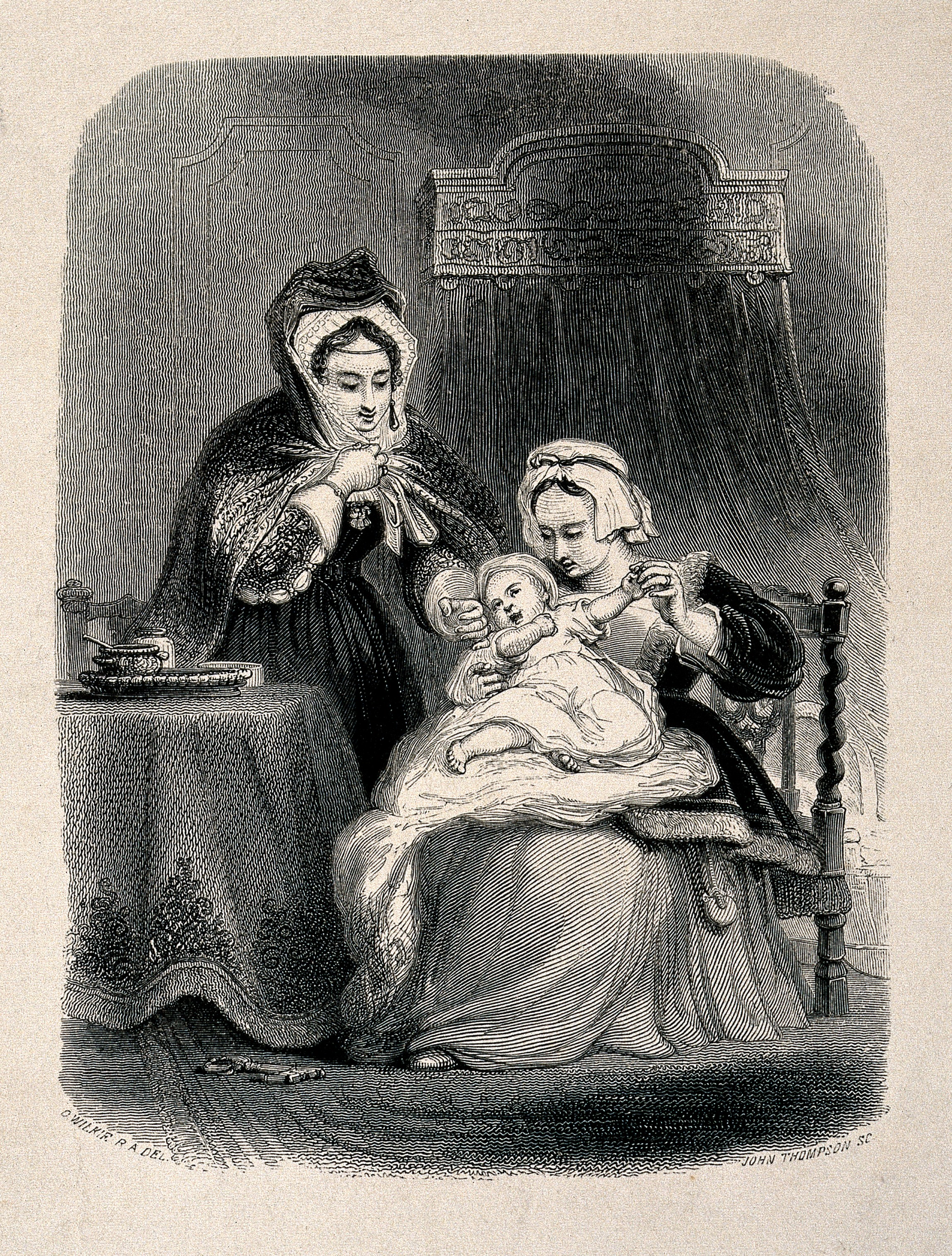
تعد رعاية الأطفال إحدى صور عمل الرعاية.

يُعتبر عمل الرعاية فئةً فرعية من العمل تشمل جميع المهام التي تنطوي بشكل مباشر على عمليات الرعاية المقدمة في خدمة الآخرين. يُعتبر دافعًا داخليًا بحد ذاته مما يميزه غالبًا عن أشكال العمل الأخرى. وانطلاقًا من هذا المنظور يُعرف عمل الرعاية بأنه العمل المبذول بدافع العطف أو الشعور بالمسؤولية تجاه الآخرين، دون توقع مكافأة مادية فورية. يشمل عمل الرعاية، بغض النظر عن الدافع، الأنشطة المنفذة مقابل أجر أو بدونه.
يشير عمل الرعاية إلى المهن التي تقدم خدمات تساعد الأشخاص على تطوير قدراتهم، أو تطوير القدرة على مواصلة الجوانب القيمة من حياتهم. تشمل الأمثلة على هذه المهن: رعاية الأطفال، وجميع مراحل التدريس (من مرحلة ما قبل المدرسة وصولًا إلى أساتذة الجامعات)، والرعاية الصحية بجميع أنواعها (الممرضين والأطباء والمعالجين الفيزيائيين والأخصائيين النفسيين). تشمل أعمال الرعاية أيضًا مجموعة من الأعمال المنزلية غير مدفوعة الأجر والتي غالبًا ما تؤديها النساء على نحو خاص غير متكافئ.
غالبًا ما يركز عمل الرعاية على تحمل مسؤولية أشخاص بحاجة للإعالة، مثل الأطفال والمرضى وكبار السن. ومع ذلك، يشير عمل الرعاية أيضًا إلى أي عمل يُنجز بشكل مباشر خدمةً للآخرين، بغض النظر عن حالة المتلقي بكونه عالة أم لا، ويمكن أن يمتد ليشمل «الحيوانات والأشياء».
ترتبط دراسة أعمال الرعاية ارتباطًا وثيقًا بمجالات الاقتصاد النسوي والنظرية القانونية النسوية، وتقترن بباحثات مثل مارلين ويرينغ ونانسي فولبر ومارثا ألبرتسون فينمان وباولا إنغلاند وماريا فلورو وديان إلسون وكارين غراون وفيرجينيا هيلد.

## الأهمية
تعتبر أعمال الرعاية بعوائدها ضرورية لرفاه الإنسان. فمن المعتقد أنه بدون رعاية وتنشئة حقيقيين، لا يمكن للأطفال أن يتطوروا إلى أفراد ناجحين ذوي أداء عال، وسيواجه البالغون صعوبة في الحفاظ على رفاههم وإنتاجيتهم أو توسيع نطاقها. تساهم المشاركة الفعلية المتفانية في رعاية الأطفال، سواء قُدمت في المنزل أو من قِبل القطاع العام أو الخاص، في تنشئة أطفال أصحاء ومنتجين. وتتيح الرعاية الفعالة المقدمة للمرضى استمرار إنتاجيتهم وترفد مساهماتهم في المجتمع. وبهذا المعنى، يرتبط عمل الرعاية ارتباطًا مباشرًا بسير المجتمع وبالتنمية الاقتصادية لذلك المجتمع أيضًا، وبذلك يمكن للرعاية الفائقة أن تساهم بشكل أكثر فعالية في السوق. تُعتبر أعمال الرعاية مسؤولة عن تشكيل رأس المال الاجتماعي ورأس المال البشري على حد سواء.
غالبًا ما تكون رعاية الآخرين مكلفة، ولهذا السبب يرتبط عمل الرعاية «بجزاء الرعاية». سميت بهذا الاسم لأن عمل الشخص الذي يهتم بالآخرين لا يُعوض في كثير من الأحيان بأي وسيلة مادية. أُشير إلى أن الأفراد الذين لا يهتمون بالآخرين - ولا سيما الجيل القادم - لن يكونوا قادرين على التوالد. وهذا يعني أن تلقي الرعاية غالبًا ما يكون ضروريًا لبلوغ الأفراد مرحلة من الحياة يمكنهم فيها الاستمرار برعاية الآخرين. تشير هذه الحجة إلى أن الرعاية ضرورية لتطور الحياة البشرية، وعلى نطاق أوسع، المجتمعات الحية المتحضرة. قد يؤدي الهدف من تثقيف الأفراد وتعليمهم رعاية الآخرين إلى أشكال من الصراع المرتبط بالتوزيع، لا سيما على أساس النوع الاجتماعي.
تُشير المعتقدات الشائعة في علم الاقتصاد إلى أن قطاع الأسرة قطاع منفق للثروة وليس مصدرًا لها، على الرغم من جدال الكثيرين بأن قطاع الأسرة يلعب دورًا هامًا للغاية في تكوين الثروة. على عكس قطاع الأعمال، فإن الثروة التي يشكلها قطاع الأسرة ليست ثروة مالية، وهو أمر غير مفاجئ لأن الكثير من العمل المنجز في القطاع المنزلي غير مدفوع الأجر. تندرج هذه الثروة الناتجة في فئة الثروة الاجتماعية لأن عمل الرعاية الذي يقوم به الوالدان في تربية الطفل يزيد من قدرة هذا الطفل على الأداء في المجتمع لاحقًا. بشكل عام، يكون أداء الأفراد الحاصلين على الرعاية، أفضل في الأوساط الأكاديمية والاجتماعية، مما يمكنهم لاحقًا من تكوين ثروة مالية في الحياة والمساهمة في زيادة رأس المال الاجتماعي.
تقدم سابين أوهارا مفهومًا موسعًا عن دور الرعاية في الاقتصاد، مجادلة بأن الرعاية ليست حكرًا على الأشخاص بل «كل شيء يحتاج إلى رعاية». ترى في الرعاية أساسًا لاقتصاد السوق، إبرازًا لما يجري التطرق له في كثير من الأحيان على أنه «إطار محيطي» وتسليطًا للضوء على الطبيعة المستدامة لخدمات الرعاية المقدمة مع الاقتصاد الرسمي المنظم.

## من يقوم بعمل الرعاية؟

### الأسرة والمجتمع
كانت أعمال الرعاية (مثل رعاية الأسرة وتربية الأطفال) قبل الثورة الصناعية تقع على عاتق جميع أفراد الأسرة، وغالبًا ما كانت تنطوي على مساهمات المجتمع بأكمله. بهذا المعنى، لم يُنظر إلى النواة المركزية على أنها منفصلة عن التفاعلات التجارية اليومية، لأن فكرة السوق لم تكن موجودة بعد مثلما هي اليوم.

### آثار التحول الصناعي
مع فجر العصر الصناعي، أصبحت النواة المركزية منفصلة بشكل أكبر عن الوظائف والأعمال المضطلع بها خارج المنزل وبعيدًا عنه. أصبح الرجال، نتيجة للمجتمعات الأبوية عمومًا، هم من يغادرون المنزل للعمل في المصانع والوظائف الأخرى غير المنزلية. ظلت النساء، اللاتي اعتُبِرن أكثر ملاءمة للرعاية، في المنزل وكان متوقعًا منهن رعاية الأطفال وأداء الأعمال المنزلية. ظلت هذه الهيكلية العائلية قائمة، ولا زالت الأسرة الأمريكية المعاصرة تعبر عنها، متمثلةً بالأب المعيل، والأم ربة المنزل، وأطفالهما. ومع ذلك، لم تتبع العائلات جميعها المنهجية ذاتها. كان العمل منتظرًا من النساء السود وذوات البشرة الملونة، على عكس النساء البيض. بلغت نسب العمل النسائية في عام 1880 نحو 80% من النساء العازبات السود مقابل 23.8% من النساء العازبات البيض. على الرغم من انخفاض معدلات المشاركة في العمل بعد الزواج بين النساء البيض، ظلت المشاركة في القوى العاملة مستقرة لدى النساء السود. وهكذا، قدم كل من الرجال والنساء السود مساهمة مالية في الأسرة.
برز العمل المنزلي بصفته عنصر مهم في رعاية قوة عاملة مستقرة والحفاظ عليها. وُظفت النساء الأمريكيات الإفريقيات كعاملات منازل، بعد إلغاء العبودية في الولايات المتحدة. يُعتبر تاريخ العمل المنزلي في الولايات المتحدة تاريخَ النوع الاجتماعي والعرق والمواطنة والتسلسل الطبقي. لم يحظ العمل المنزلي باعتراف القانون أو المجتمع بصفته عمل حقيقي، رغم أنه مدفوع الأجر. نظرًا لأن العمل المنزلي يقع ضمن النطاق الخاص وعادة ما تؤديه النساء، فقد صُور في كثير من الأحيان على أنه «عمل من أعمال الحب» أو مجزٍ بحد ذاته. كانت هذه العقلية تبريرًا لغياب أشكال الحماية القانونية في مجال العمل هذا الموجود حتى اليوم، مثل استبعاد عاملات المنازل من قانون علاقات العمل الوطنية، الذي يضمن الحق في تشكيل النقابات العمالية. وبالمثل، لا يزال العمال «المقيمون» مثل المربيات ومدبرات المنازل «المقيمات» محرومين من ضمانات العمل الإضافي بموجب قانون معايير العمل العادلة. سواء عملت المرأة أو بقيت في المنزل، فإن واجباتها تُعتبر غير مهمة ويجري تجاهلها عمومًا.
لا زالت هذه القضية قائمة اليوم في مجال الاقتصاد. غالبًا ما تنطوي الأعمال المنفذة في المنزل على تكلفة إحلال (استبدال) كبيرة ولكن لا تؤخذ بعين الاعتبار في الإنتاجية. من الممكن الدفع للآخرين مقابل أداء العديد من المهام المرتبطة بأعمال الرعاية، ولكن غالبًا ما يكون القيام بذلك باهظ التكلفة. عند إضافة التكاليف المحتملة لأعمالٍ معينة مثل رعاية الأطفال على مدار الساعة، والتدبير المنزلي، والطهي، ونفقات توظيف مساعد رعاية صحية مقيم لأفراد الأسرة المسنين، فإن استبدال الوقت بالنسبة للعائلات أكثر فعالية من ناحية التكلفة مقارنة بدفع تكلفة الاستبدال. في حين تُعتبر الرعاية مدفوعة الأجر وظيفةً، فإن العمل الذي يقوم به أفراد الأسرة لا يُحتسب على أنه إنتاجي تجاه السوق الاقتصادي وبالتالي لا يؤخذ بعين الاعتبار عند النظر في أمور مثل الوضع الوظيفي.
على الرغم من التعقيدات المستمرة فيما يتعلق بتصور العمل في مجال الرعاية، فقد تغيرت البيئة الاقتصادية عما كانت عليه قبل قرن من الزمن. إذ تشارك اليوم العديد من النساء في القوى العاملة بدوام جزئي على الأقل، وتعتقد الكثيرات أن «ثقافة الحياة المنزلية» لنساء القرنين التاسع عشر والعشرين أصبحت شيئًا من الماضي. ومع ذلك، تشير الدراسات إلى أن المرأة أصبحت تهيمن على مهن الرعاية - مثل التدريس، ورعاية الأطفال، والتمريض، والعمل الاجتماعي - وأنهن يتقاضين على معظم هذه المهن أجرًا أقل بكثير من الوظائف التي يشغلها الرجال عمومًا. إضافة إلى ذلك، لا زال متوقعًا من النساء الاستمرار بالأعمال المنزلية وتربية الأطفال في العديد من الأسر. إن التمسك بالفكرة التي تفيد بعدم أهمية أعمال الرعاية تفسر - إلى جانب تلك العوامل - سبب التجاهل المستمر لأعمال الرعاية من وجهة نظر اقتصادية، وسبب الصعوبة الدائمة التي تواجهها المرأة في التنصل من أدوار الجنسين.